# Энецкие языки
Э́нецкие языки́ — группа родственных языков, на которых говорят лесные и тундровые энцы; относятся к северной группе самодийской ветви уральской языковой семьи. Распространены на правобережье нижнего течения Енисея в Таймырском районе. Наиболее близким генетически энецким языкам является тундровый ненецкий, лесной ненецкий и нганасанский. Ареально очень близки тундровому ненецкому языку, контакты энцев с носителями которого были очень частотны долгое время. Также часты и продолжительны были контакты энцев с говорящими на русском языке, чем объясняются лексические заимствования из русского. 

## Внутренняя классификация
Энецкие языки насчитывают два языка — сомату (тундровый, хантайский, туруханский) и пэ-бай (лесной, баихинский, карасинский, мангазейский). Основные различия между языками заключаются в фонетике, морфологии и лексике (лес. эн. буусы, тунд. эн. баху” «старик, муж»). Носители тундрового энецкого живут в посёлке Воронцово, несколько семей кочуют в тундре в районе посёлка Тухард; до недавнего времени они жили в селении Кареповск (недалеко от Воронцова). Носители лесного энецкого живут, в основном, в посёлке Потапово. Несколько носителей обоих языков с пассивным владением живут в Дудинке, единично — в других посёлках Таймырского Долгано-Ненецкого района.

## Социолингвистическая информация
Язык коренного малочисленного народа России (без разделения на тундровый и лесной). В бытовом общении почти не используется. Владеет энецким в основном старшее поколение. Передача детям отсутствует. Лесной энецкий изучается в детском саду в Потапове, в начальной и средней школе в Потапове преподаётся факультативно, обучение тундровому энецкому не ведётся. В газете «Таймыр» и телеграм-канале «Наш Таймыр» публикуются статьи З. Н. Болиной на лесном энецком. Литература издаётся также исключительно на лесном энецком языке. 